# Unnatural Death
Unnatural Death (in het Nederlands verschenen onder de titel Onnatuurlijke dood) is een detectiveroman van de Engelse schrijfster Dorothy L. Sayers uit 1927. Het is het derde boek in een serie van elf romans rond de aristocratische amateurdetective Lord Peter Wimsey.

## Korte inhoud
Lord Peter zit met zijn vriend, inspecteur Charles Parker van Scotland Yard, te dineren in een chic restaurant, terwijl zij criminele aan de medische wereld gerelateerde zaken bespreken. Aan een aangrenzende tafel zit de arts Dr. Edward Carr, die zich in het gesprek mengt. Hij vertelt over een merkwaardige zaak die hem is overkomen en die hem zijn praktijk heeft gekost.
Een van Dr. Carrs patiënten was de gefortuneerde bejaarde dame Agatha Dawson. Zij leed aan kanker, maar overleed veel eerder dan eigenlijk was verwacht. Haar fortuin ging naar haar achternicht Mary Whittaker, die haar tijdens haar ziekte had verzorgd. Aangezien er geen verdachte zaken werden aangetroffen was het oordeel dat er sprake was van een natuurlijke dood. Niettemin stond de dokter erop dat er een autopsie werd verricht, die echter niets opleverde. Door de kwestie kwam hij in het dorp in opspraak en uiteindelijk moest hij zijn praktijk opgeven.
Wimsey is geïnteresseerd in het geval en besluit de zaak nader te onderzoeken. Hij zet, evenals in een enkel ander verhaal, Miss Climpson in, een onopvallende vrijgezelle vrouw die via ogenschijnlijk simpele praatjes met buurtbewoners dingen te horen krijgt die van belang kunnen zijn. Zo blijkt dat de oude vrouw geen testament wilde laten maken, omdat zij daar erg tegenop zag. Ook wordt duidelijk dat er binnenkort een wet in werking zou treden die rechtstreeks erven van achterneven en -nichten uit zou sluiten. Alle reden dus om de verdenking op Mary Whittaker te laten vallen. Deze probeert zich nog te dekken door een voormalige vriendin om het leven te brengen en ook Miss Climpson ontsnapt ternauwernood aan de dood. Dader en motief zijn dan duidelijk. Blijft de vraag hoe Mary Whittaker de moorden heeft gepleegd. Zij wordt uiteindelijk gearresteerd en gevangengezet, waarop zij zelfmoord pleegt. 
In een later stadium vraagt Wimsey zich af hoe om te gaan met een dilemma als in dit soort zaken. Het door hem in gang gezette onderzoek heeft immers geleid tot meer doden en ook het leven van anderen en van hemzelf is in gevaar geweest. Dit gegeven leidt in de boeken Gaudy Night en Busman's Honeymoon tot een conclusie.